# Kaonde
Kaonde ist ein Bantuvolk im Nordwesten von Sambia und in kleinen Teilen auch in der Demokratischen Republik Kongo. Ihre Sprache ist ChiKaonde, eine Niger-Kongo-Sprache. Sie stammen von den Lunda ab.

## Siedlungsgebiet
Die Kaonde leben im Umland von Mumbwa, Kasempa und Solwezi auf der bewaldeten Hochebene des Sambesiquellgebietes auf 1.220 m Höhe, in deren Südwesten es wildreiche Grasebenen gibt. Ihre Zahl wird auf 248.000 in Sambia und 36.000 in der Demokratischen Republik Kongo geschätzt. Die Kupferproduktion in Kansanshi im 15. Jahrhundert wird ihnen zugeschrieben, was jedoch nicht gesichert ist.

## Soziales
Es ist noch heute unter den Kaonde üblich, Mädchen mit acht bis dreizehn Jahren, also drei bis fünf Jahre vor ihrer Geschlechtsreife zu verheiraten.

## Sprache
ChiKaonde ist Unterrichtssprache in den entsprechenden Grundschulen in Sambia. Es gibt Bücher, Zeitungen, Radiosendungen, landwirtschaftliche Anleitungen und die Bibel in Chikaonde.